# Bellator

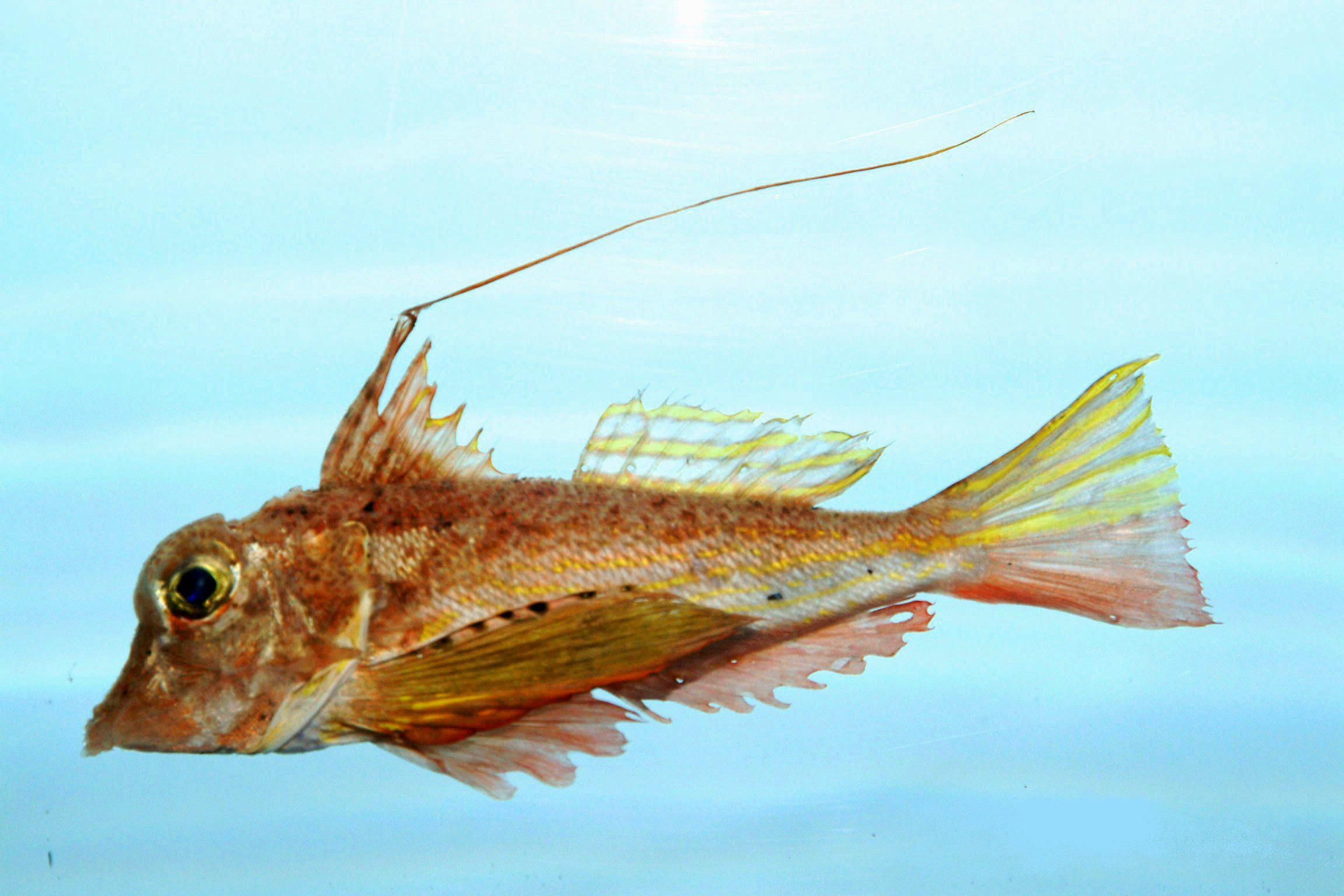
Bellator militaris

Bellator és un gènere de peixos pertanyent a la família dels tríglids. Té aletes pectorals curtes i arribant a l'origen de l'aleta anal. Part posterior de l'opercle i clatell sense escates.

## Taxonomia
- Bellator brachychir (Regan, 1914)[1]
- Bellator egretta (Goode & Bean, 1896)[2]
- Bellator farrago (Richards & McCosker, 1998)[3]
- Bellator gymnostethus (Gilbert, 1892)[4]
- Bellator loxias (Jordan, 1897)[5]
- Bellator militaris (Goode & Bean, 1896)[2]
- Bellator ribeiroi (Miller, 1965)[6]
- Bellator xenisma (Jordan & Bollman, 1890)[7][8][9]